# Teatr Muzyczny im. Danuty Baduszkowej w Gdyni

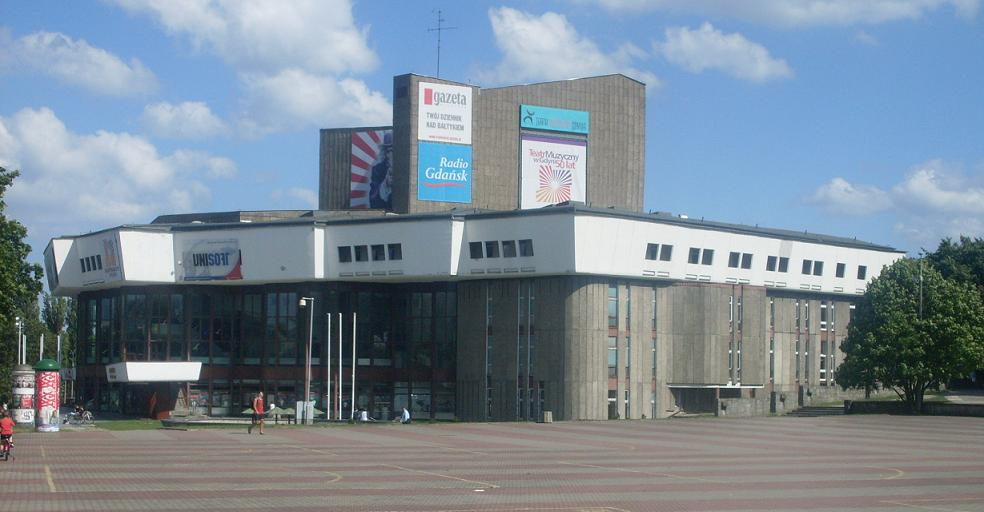
Teatr Muzyczny im. Danuty Baduszkowej w Gdyni, 2008

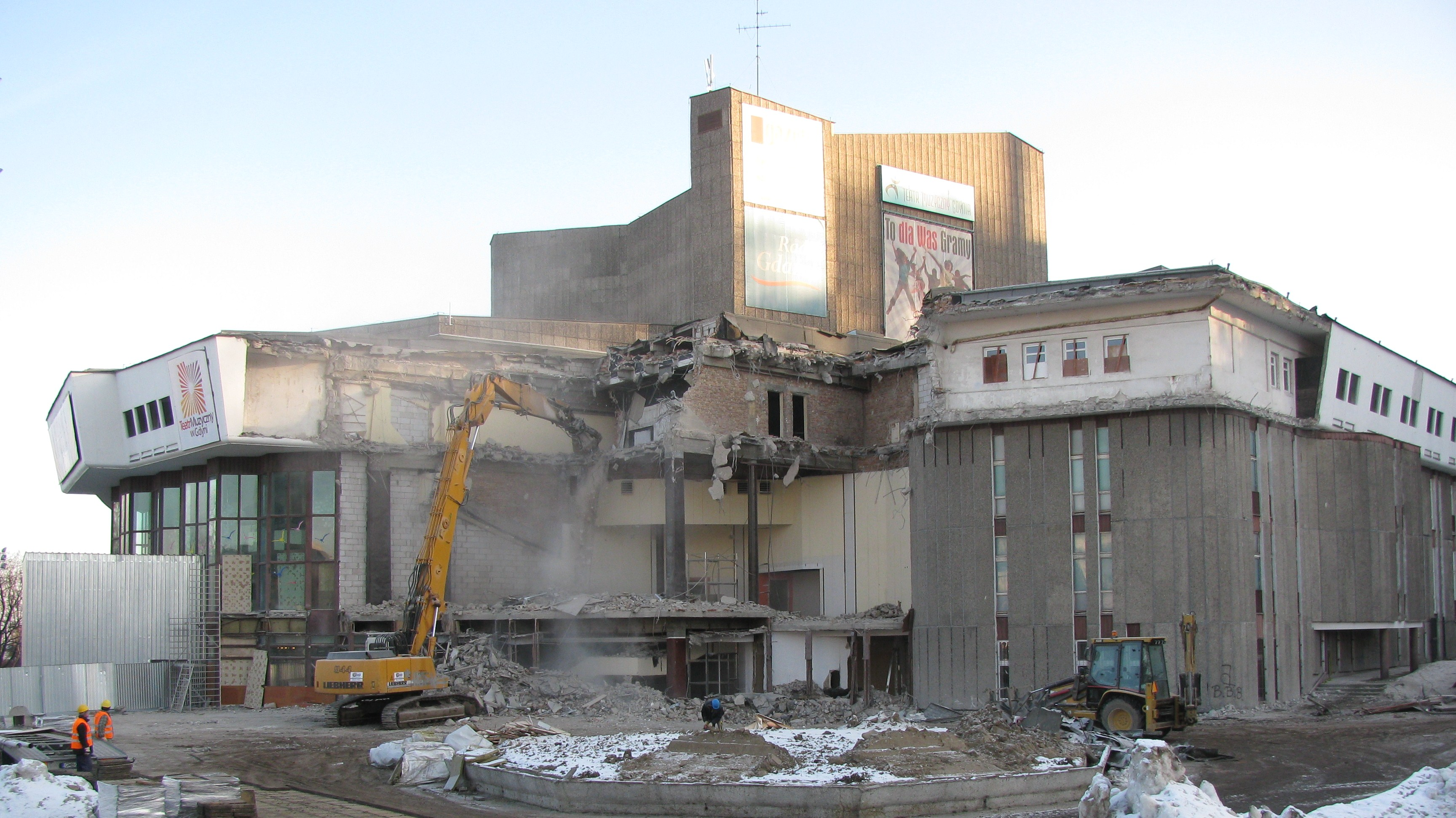
Teatr Muzyczny podczas przebudowy, 31 stycznia 2011

Teatr Muzyczny im. Danuty Baduszkowej w Gdyni – teatr muzyczny w Gdyni. Największy teatr muzyczny w Polsce i drugi (po Teatrze Wielkim w Warszawie) teatr w Polsce pod względem liczby miejsc na widowni. Trzy sceny teatru mieszczą łącznie ponad 1580 widzów.

## Historia
Teatr powołany został 28 października 1957 jako Teatr Muzyczny w Gdańsku. Początkowo jego siedzibą był Morski Dom Kultury w Gdańsku Nowym Porcie, przy ulicy Marynarki Polskiej 15. Pierwsza premiera teatru odbyła się 18 maja 1958, kiedy wystawiono operetkę Bal w operze.
Obecnie teatr mieści się w gmachu przy Placu Grunwaldzkim 1, w Gdyni. Autorami budynku byli prof. dr inż. arch. Józef Chmiel i arch. Daniel Olędzki. Powierzchnia teatru wynosiła 14 000 m kw. Akt erekcyjny pod budowę siedziby teatru wmurowano 30 kwietnia 1972, a oficjalne otwarcie nastąpiło 21 lipca 1979. Pierwsza premiera w nowym budynku, Krakowiacy i górale, miała miejsce 8 grudnia 1979.
W okresie pięćdziesięciu lat istnienia teatr przygotował przeszło 285 premier: musicali, operetek, bajek, koncertów i spektakli kameralnych.
Z teatrem współpracują Jerzy Jeszke, Wojciech Kościelniak, i inni.
Pierwszym dyrektorem oraz reżyserem spektakli była Danuta Baduszkowa, której imię 28 września 1992 nadano teatrowi. W lutym 1979 roku władze województwa dyrekcję teatru powierzyły Andrzejowi Cybulskiemu. Na początku 1983 roku dyrekcję Teatrem przejął Jerzy Gruza. Na początku lat 90., po odejściu Jerzego Gruzy, półtoraroczne kierownictwo artystyczne objął Wojciech Trzciński. W latach 1995–2013 funkcję dyrektora pełnił Maciej Korwin. Od stycznia 2014 dyrektorem teatru jest Igor Michalski.

### Rozbudowa
W listopadzie 2010 rozpoczęły się unowocześnienie i pierwsza przebudowa teatru od czasu jego wybudowania, kosztujące około 75,6 mln zł. Duża Scena zwiększyła pojemność widowni z 696 miejsc do 1070 osób, powiększono też foyer. Dodatkowo wybudowano od podstaw Nową Scenę z 300 miejscami na widowni. Przebudowa Teatru Muzycznego odbyła się w trzech etapach, bez przerywania pracy artystów. Otwarcie teatru po rozbudowie nastąpiło we wrześniu 2013 premierą musicalu "Chłopi". Powierzchnia teatru wzrosła do 19 000 m kw., a gmach otrzymał nowy kształt architektoniczny.
Teatr otrzymał też nowoczesne wyposażenie elektroakustyczne (cyfrowa sieć dźwiękowa NEXUS, nagłośnienie d&b; system inspicjenta DELEC, system mikrofonów bezprzewodowych AUDIO TECHNICA) o wartości 6 150 000 PLN, świetlne (w Teatrze zainstalowano jeden z najbardziej zaawansowanych zestawów oświetlenia w Polsce, ponad 100 inteligentnych urządzeń sterowanych DMX, ze zmieniaczami kolorów, w sumie 337 aparatów oświetleniowych) o wartości 8 241 000 PLN oraz technologie teatralną (w jej skład wchodzą m.in. sztankiety oświetleniowe, elektryczne, nowe napędy sceny obrotowej, wymiana kurtyn stalowych) o wartości 7 995 000 PLN.

## Działalność
Rocznie teatr odwiedzany jest przez ponad 100 tysięcy widzów. W Teatrze Muzycznym corocznie odbywają się Festiwal Polskich Filmów Fabularnych, Ladies' Jazz Festival, Festiwal Szekspirowski, a także Festiwal Teatrów Muzycznych. Od 1990 TM prowadzi również działalność edukacyjną – Teatr Junior. W budynku teatru mieści się również działające od 1966 roku Państwowe Policealne Studium Wokalno-Aktorskie im. Danuty Baduszkowej.